# McLaren Electronic Systems
La McLaren Electronic Systems è una sussidiaria della McLaren Group, azienda che controlla la scuderia di Formula 1.
L'azienda attualmente fornisce il sistema di controllo del gruppo motopropulsore per la vettura da corsa di Formula 1 della McLaren, così come software, centraline-motore, sensori e componenti per altre squadre di Formula 1.
Nel luglio 2006, la società si aggiudicò il contratto per diventare fornitore ufficiale di centraline-motore del campionato di Formula 1 della FIA per il triennio 2008/2010 e rinnovato anche nei trienni successivi e inoltre ha l'appalto anche per la fornitura dei sensori di controllo di pressione e temperatura per tutti i motori nel triennio 2018/2020.
Dal 2012, l'azienda è anche fornitore ufficiale di un sistema di centralina del motore, sviluppato in collaborazione con la Freescale Semiconductor, per le vetture da corsa del campionato NASCAR Sprint Cup Series.